# Volmerange-lès-Boulay
Volmerange-lès-Boulay là một xã trong tỉnh Moselle, vùng Grand Est đông bắc nước Pháp.